# اختلال دوقطبی نوع یک
اختلال دو قطبی نوع یک (به انگلیسی: Bipolar I Disorder) یکی از انواع اختلال طیف دوقطبی است که با دوره های شیدایی و سرخوشی و افسردگی همراه هست. این گونه شدید ترین نوع اختلالات دوقطبی است که بیمار نیاز به بستری شدن در بیمارستان دارد. این اختلال روی خلق و خو، سطح انرژی، و توانایی فرد در کارها تاثیر می‌گذارد. دو قطبی نوع یک با شیدایی و افسردگی مشخص می شود که می تواند هفته ها یا ماه ها طول بکشد. بعضی ها این اختلال را با شخصیت مرزی اشتباه می‌گیرند.

## علائم
در دوره شیدایی یا مانیا، فرد دچار افزایش سطح انرژی، کاهش نیاز به خواب، افکار پریشان، سریع صحبت کردن، تصمیمات پر خطر و اعتماد به نفس کاذب می‌شود. اما در دوره افسروگی بیمار علاقه خود را نسبت به فعالیت و لذت از دست می‌دهد و احساس غم و ناراحتی می‌کند و در تصمیم گیری دچار مشکل می‌شود.

## علل
احتمالا این اختلال بخاطر ترکیبی از عوامل ژنتیکی، محیطی و عصبی است. عوامل محیطی مانند تروما، استرس، مصرف مخدر و اختلالات خواب میتواند باعث ایجاد یا تشدید بیماری شود. عوامل عصبی مانند عدم تعادل در مواد شیمیایی مغز نیز می‌تواند دلیلی برای ایجاد این اختلال باشد.

## تشخیص
برای تشخیص این بیماری، روانپزشک یا روانشناس معمولا ارزیابی انجام می دهد که شامل معاینه فیزیکی، بررسی سابقه پزشکی، و ارزیابی روانشناختی است. همچنین ممکن است تصویربرادری از مغز تجویز شود. در نهایت، پزشک از معیار های راهنمای تشخیصی و آماری اختلالات روانی (dsm5) برای تشخیص رسمی استفاده می‌کند.

## درمان
درمان اختلالات دوقطبی نوع یک، شامل دارودرمانی، روان درمانی و تغییر سبک زندگی است. نوع درمان به شدت علائم فرد بستگی دارد.
برخی از راه های درمان اختلال دوقطبی نوع اول:
- دارو درمانی
- روان درمانی
- درمان با الکتروشوک (Ect)
- تغییر سبک زندگی

## تفاوت اختلال دو قطبی نوع یک و اختلال دو قطبی نوع دو
با اینکه این دو اختلال شباهت های زیادی دارند، اما با تفاوت های کوچک تشخیص داده می‌شوند. برای مثال بیمار مبتلا به دوقطبی نوع اول، شیدایی کامل تجربه می‌کند درصورتی که بیمار دچار به دوقطبی نوع دوم شیدایی کامل ندارد. بیمار مبتلا به دوقطبی نوع یک، ممکن است هیپومانیا تجربه کند اما دوقطبی نوع دوم حتما هیپومانیا را تجربه خواهد کرد. افراد مبتلا به دوقطبی نوع یک، افسردگی خفیف تری نسبت به افراد دچار دوقطبی نوع دو دارند. دو قطبی نوع یک شدید ترین نوع دوقطبی است، که نیاز دارد در بیمارستان بستری شود ولی در بیماران مبتلا به دوقطبی نوع دو اینطور نیست.